# Aureli Puig Escoí
Aureli Puig Escoí (les Coves de Vinromà, 1937 - Torreblanca, 2015) va ser un escriptor i historiador valencià. Conegut amb el malnom, d’Elio, Puig va nàixer a les Coves de Vinromà, encara que la seua família es va traslladar de seguida a Torreblanca. Durant la Guerra Civil Espanyola es van refugiar a Terrateig. Acabada la contesa, retornen a Torreblanca, on hi viurà la resta de la seua vida. Dedicat professionalment al sector agrari, Aureli Puig es va sentir atret per la història i les tradicions valencianes. Col·leccionista d'antiguitats, a partir del canvi de segle va publicar llibres sobre el carlisme, la indumentària i les cançons tradicionals valencianes, etc. L'any 2009 va rebre el Premi Bernat Capó per la seua difusió de la cultura popular a través de l'obra Mengem i cantem.

## Obres
- Cobles i costums (2000, Antinea)
- Les guerres carlines (2000, Antinea)
- Diccionari de la indumentària  (2002, Diputació de Castelló)
- Antologia eròtica: balls, cobles i cançons (2003, Associació d'Amics de Mainhardt)
- Cobles, cançons i costums al nord del País Valencià (2006, Antinea)
- Les guerres carlistes al nord valencià. Cançoner (2008, Onada)
- Mengem i cantem: cobles amb motivacions agrícoles i gastronòmiques (2010, Bullent)
- Retalls de cultura popular castellonenca (2011, Diputació de Castelló)
- Els valencians despullats per un masover. (2015)